# Fear Itself
Fear Itself ou Fear Itself : Les Maîtres de la peur (Fear Itself) est une série télévisée américaine en treize épisodes de 42 minutes, créée par Mick Garris, réalisée par Brad Anderson, Breck Eisner, Ronny Yu, John Landis, Stuart Gordon, Darren Lynn Bousman, dont seulement 8 épisodes ont été diffusés entre le 5 juin 2008 et le 31 juillet 2008 sur le réseau NBC.
En France, la série a été diffusée à partir du 3 octobre 2009 sur Orange Cinéchoc puis sur NRJ 12.

## Synopsis
Série d’anthologie horrifique sur différent thème de l’horreur.

## Distribution
- Jeffrey Pierce : Point
- Jesse Plemons : Lemmon
- Rachel Miner : Chelsea
- Mircea Monroe (V. F. : Marianne Leroux) : Virginia
- Coltin Scott : Diego
- Bill Baksa : Reverend Janos
- Reamonn Joshee : Navarro
- Michelle Molineux : Tara
- Walter Phelan : Vampire
- Eric Roberts : Harry Siegal / Harry Bender
- Cynthia Watros : Meredith Kane
- Jack Noseworthy : Rory Bemell
- Larry Gilliard Jr. : James
- Liam James : Young Harry
- Pete Seadon : Senior Officer
- Clifton Collins Jr. : Richard « Family Man » Brautigan
- Colin Ferguson : Dennis Mahoney
- Josie Davis : Kathy Mahoney
- Stephen Lobo : John Amir
- Nicole Leduc : Courtney Mahoney
- Gig Morton : Sean Mahoney
- Michael St. John Smith : Shérif Weller
- Terence Kelly : Révérend
- Maggie Lawson (V. F. : Laura Blanc) : Samantha the Bride
- James Roday : Carlos the Groom
- Marshall Bell : Carlos' Uncle Bob
- Sonja Bennett : Ruthie
- William B. Davis : Father Chris
- Christie Laing : Kelly
- Elisabeth Moss : Danny Bannerman
- Russell Hornsby : Sergeant Wiliams
- Stephen Lee : Marty Steinwitz
- Stephen R. Hart : Duane « Eater » Mellor
- Pablo Schreiber : Mattingley
- Marie Zydek : Tortured Woman
- Briana Evigan : Helen
- Zulay Henao : Christie
- Niall Matter : Eddie
- Cory Monteith : James
- J. LaRose : Voyou
- Brandon Routh : Bobby
- Shiri Appleby (V. F. : Laëtitia Lefebvre) : Tracy
- Barbara Tyson : Candace
- John Billingsley : Phil
- Charlie Hofheimer : Scott
- Brooklyn Sudano : Arlene
- Peter Strand Rumpel : Ron
- Tom Carey : Simmons
- James D. Hopkin : Andrew
- Meredith Bailey : Heather
- Alexandra Fatovich : Meryl
- Jordan Schartner : Ken
- Doug Jones (V. F. : Constantin Pappas) : Grady Edlund
- Molly Hagan (V. F. : Laurence Breheret) : Elena Edlund
- John Pyper-Ferguson : Rowdy Edlund
- Gordon Tootoosis : Eddie Bear
- Brett Dier : Derek Edlund
- Cole Heppell : Tim Edlund
- Colin Campbell : Trucker
- Paula Jai Parker : Patty
- Meshach Peters : Oliver
- Wendell Pierce (V. F. : Saïd Amadis) : Wilbur
- Ethan Embry : Chance Miller
- Vondie Curtis-Hall (V. F. : Bruno Dubernat) : Walter Markham
- Christine Chatelain : Jackie
- Anna Kendrick : Shelby
- Martin Donovan : Officer Johnson
- Jessica Parker Kennedy : Becca
- Mark Pellegrino : Mr. Drake
- Aaron Stanford (V. F. : Thierry Wermuth) : Stephan
- Eric Balfour : Maxwell
- Camille Guaty : Karen / Zelda
- Gerard Plunkett (V. F. : Hervé Bellon) : Le thérapeute
- Johnathon Schaech (V. F. : Guillaume Orsat) : Brian
- Ashley Scott : Lisa
- Melanie Nicholls-King (V. F. : Véronique Alycia) : Anita
- Sarah Deakins : Kate
- Eric Keenleyside (V. F. : Benoît Allemane) : George Clayton
- Victoria Pratt : Robie Collins

## Commentaires
Chaque épisode est indépendant, réalisé et écrit par des personnes différentes, mais par des grands noms de la télévision et du cinéma. On retrouve par exemple derrière la caméra Darren Lynn Bousman ou encore John Landis. Les acteurs sont également loin d'être inconnus, avec la participation de Brandon Routh (Superman Returns), Shiri Appleby, Elisabeth Moss, entre autres. Les scénaristes ne sont pas en reste, puisqu'on y retrouve les scénarios de Dan Knauf, Joe Gangemi (Wind Chill, Inamorata), etc.
Elle est le résultat du travail de plusieurs réalisateurs et scénaristes de renom et est considérée comme la saison 3 de Les Maîtres de l'horreur (Showtime). En fait, Fear Itself est le résultat du rachat de la série Masters of Horror par Lionsgate, mais beaucoup moins gore que cette dernière.
Débutée à l'été, il était prévu que la série prenne une pause durant la diffusion des Jeux olympiques d'été de 2008, mais aucun épisode n'a été programmé après les Jeux et elle ne faisait pas partie de la programmation automnale. Le 13 mars 2009, NBC a officiellement annulé la série.